# Karl Eyerkaufer
Karl Eyerkaufer (ur. 3 marca 1940 w Landshut) – niemiecki polityk, działacz Socjaldemokratycznej Partii Niemiec, w młodości lekkoatleta, średniodystansowiec. W czasie swojej kariery startował w barwach Republiki Federalnej Niemiec.
Zdobył brązowy medal w biegu na 1500 metrów na uniwersjadzie w 1963 w Porto Alegre. Na europejskich igrzyskach halowych w 1966 w Dortmundzie zajął 4. miejsce w tej konkurencji.
Eyerkaufer był mistrzem RFN w biegu na 1500 metrów w 1961 oraz wicemistrzem na tym dystansie w 1962 i 1963, a także mistrzem w sztafecie 3 × 1000 metrów w 1961 oraz w biegu przełajowym na krótkim dystansie w 1962. W hali był mistrzem RFN w biegu na 1500 metrów w 1964 i 1968 oraz wicemistrzem w 1961.
Jego rekord życiowy w biegu na 1500 metrów wynosił 3:41,8. Został ustanowiony 23 czerwca 1962 w Rzymie.
Eyerkaufer pomógł w 1967 Jürgenowi Mayowi uciec do RFN. May był lekkoatletą, obywatelem Niemieckiej Republiki Demokratycznej, który został dożywotnio zdyskwalifikowany za przekupienie innego reprezentanta NRD Jürgena Haasego, by ten pobiegł na mistrzostwach Europy w 1966 w Budapeszcie w butach innej firmy niż sponsor reprezentacji NRD.
Później Eyerkaufer zajął się polityką. Był przez wiele lat starostą powiatu Main Kinzig z ramienia SPD (w tym powiecie Jürgen May był szefem wydziału oświaty, kultury i sportu).
W 2005 otrzymał Krzyż Zasługi I Klasy Orderu Zasługi Republiki Federalnej Niemiec.